# Karl Eberhardt (Manager)
Karl Adolf Ferdinand Eberhardt (* 23. März 1894 in Meiningen; † 19. Oktober 1978 in Essen) war ein deutscher Direktor bei Krupp, der im Krupp-Prozess als Kriegsverbrecher verurteilt wurde.

## Leben
Eberhardt war Sohn eines Rechtskonsulenten. Nach dem Ersten Weltkrieg trat Eberhardt im Oktober 1919 sein Anstellungsverhältnis bei der Gussstahlfabrik der Friedrich Krupp A.G. an und war in der Folge bei der Landmaschinenfabrik und den Motoren- und Kraftwagenfabriken tätig.
Nach der Machtübergabe an die Nationalsozialisten stieg er innerhalb des Kruppmanagements stetig auf: Ab September 1933 leitete er die Preisgruppe innerhalb der Kriegsmaterialabteilung, ab September 1934 war er Prokurist und zuständig für inländische Aufträge bzgl. Kriegsmaterial und zwei Jahre später auch für Auftragseingänge aus dem Ausland.
Eberhardt war zum 1. Mai 1937 der NSDAP beigetreten (Mitgliedsnummer 4.038.202) und wurde auch Mitglied der DAF und der NSV. Im Oktober 1937 stieg er bei Krupp zum Abteilungsdirektor auf, und ein Jahr später zum stellvertretenden Direktor der Abteilung Kriegsmaterial. Während des Zweiten Weltkrieges wurde er im März 1941 zum Direktor der Abteilung Kriegsmaterial.
Ende März 1943 wurde Eberhardt stellvertretendes Vorstandsmitglied bei Krupp und leitete den Bereich Rüstungs- und Maschinenverkauf. Nach Umwandlung der AG in ein Familienunternehmen war er ab Mitte Dezember 1943 stellvertretendes Direktoriumsmitglied. Innerhalb des Direktoriums war er auch zuständig für die Behebung von Managementproblemen sowie Akquise und Rüstungsprojekte. Zusätzlich war er Aufsichtsratsmitglied der kruppeigenen Sartana Eisen- und Metallwerke G.m.b.H. in Essen. Eberhardt war Träger des Kriegsverdienstkreuzes 1. und 2. Klasse.

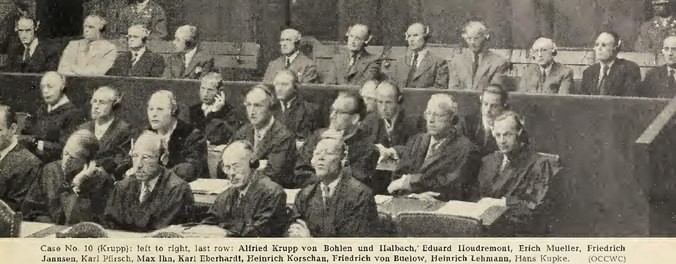
Karl Eberhardt (5. von rechts) auf der Anklagebank

Nach Kriegsende wurde Eberhardt im September 1945 mit weiteren Direktoriumsmitgliedern durch die Alliierten festgenommen. Mit elf weiteren Beschuldigten wurde er im Krupp-Prozess, der Teil der Nürnberger Prozesse war, angeklagt und wegen der Beteiligung am Zwangsarbeiterprogramm und Plünderung am 31. Juli 1948 zu einer neunjährigen Haftstrafe verurteilt. Vom 19. September 1947 bis 20. Februar 1948 war Kurt Gollnick sein Verteidiger, anschließend übernahm Walter Siemers die Aufgabe. Anfang Februar 1951 wurde Eberhardt aus dem Kriegsverbrechergefängnis Landsberg entlassen. Er lebte danach wieder in Essen.